# Charanyca obsoleta
Charanyca obsoleta är en fjärilsart som beskrevs av Barend J. Lempke 1942. Charanyca obsoleta ingår i släktet Charanyca och familjen nattflyn. Inga underarter finns listade i Catalogue of Life.